# Vicente Lorenzo Díaz
Vicente Lorenzo Díaz (València, 14 de novembre de 1950) és un artista faller, il·lustrador, cartellista, escultor, retolista i dibuixant. Cursa estudis de dibuix artístic i modelatge en l'Escola d'Arts Aplicades i Oficis Artístics especialitzant-se en retolació.
Debuta en la realització de Falles infantils l'any 1969 junt a Matias Real amb "Ambrosio, el gat lladre" per la comissió Onésimo Redondo-En Guillem Ferrer de la qual també era faller. L'any 1976 aconsegueix el primer premi de l'acabada de crear secció especial infantil amb "Saba nova" plantada a la demarcació de Sant Vicent-Falangista Esteve. Ha plantat deu Falles infantils en la màxima categoria per a Sant Vicent-Falangista Esteve, Na Jordana, Plaça del Pilar i Regne de València-Duc de Calàbria. També ha realitzat els cadafals fallers infantils d'altres comissions com Illes Canàries-Trafalgar, Camí Nou de Picanya-Nicolau Primitiu, Fra Pedro Vives-Bilbao-Maximilià Thous i Isaac Peral-Méndez Núñez.
En la seua trajectòria al món de les Falles ha col·laborat en diferents funcions amb altres artistes fallers com Miguel Santaeulalia, Vicente Agulleiro, Josep Martínez Mollà, els germans Colomina, Francisco Mesado i Paco López Albert.
En 1988 es presenta per primera vegada al concurs de cartells anunciadors de les Falles de València i aconsegueix el primer premi als anys 1993 i 1996, així com tres mencions d'honor al mateix certamen. Els seus cartells també són guardonats a les Falles de Torrent, Sagunt i Moros i Cristians de Godella entre d'altres. Crea il·lustracions i portades per a revistes com El Turista Fallero, Cendra, Artfa i diversos llibrets de falla. Durant més de dues dècades combina la seua vessant d'artista faller amb la professió de retolista per a diferents sectors.
En Maig de 2014 participa en la mostra benèfica "L'aventura de les falles", organitzada per la comissió Regne de València-Duc de Calàbria a la Centre Cultural la Beneficència. aportant una escultura que representa el bust de Josep Soriano i Izquierdo.
De les seues mans han eixit figures per al Museu taurí de València i per al Museu d'Història de l'Art de Viena, concretament en este últim cas els caps de monarques i nobles autríacs ubicats a la Reial Armeria Imperial. També va crear l'escultura d'Agustín Luengo, conegut com el Gegant Extremeny per al museu del mateix nom a la localitat de Puebla de Alcocer. Una placa escultórica en forma de retrat d'alt relleu del cartellista Rafael Contreras Juesas, realitzada per Lorenzo, es conserva en el Museu Faller de València.
En 2016, el Museu Faller de València dedica l'exposició "Lorenzo, traços, esbossos i cartells" a la seua carrera artística.
En 2019, s'encarrega de la realització de les obres per l'exposició "111 carteles del cine español" on es mostra l'evolució dels cartells de cine a través de les reproduccions fetes a pinzell per l'artista valencià. Al mateix any resulta guardonat amb el Premi Tabalet atorgat per la comissió Santa Maria Micaela - Martí l'Humà.
En 2021 va participar en l'exposició "Tirant de cinema, tirant de tele, tirant de vídeo, tirant de web" celebrada en la Falla Na Jordana amb motiu del l'Any Berlanga i de la XXI edició del Tirant de Lletra. Per a l'exposició Vicente Lorenzo va reinterpretar 24 cartells de produccions audiovisuals que havien tractat el tema de les falles.
És col·laborador de la Revista Cendra, de temàtica fallera, on apareixen habitualment les seues il·lustracions